# Integração por substituição trigonométrica
A substituição trigonométrica é uma técnica de  integração muito utilizada quando ocorre integrando algébricos. Ela se baseia no fato que identidades trigonométricas muitas vezes possibilitam a substituição de um função algébrica por uma função trigonométrica, que pode ser mais facilmente integrada.

## Substituição trigonométrica
Antes de alguns exemplos, é bom saber quais são as possíveis substituições adequadas. Uma maneira simples de descobrir tais substituições consiste no uso da fórmula fundamental da trigonometria
{\displaystyle sen^{2}\theta \ +cos^{2}\theta \ =1}
É fácil de perceber, que as funções {\displaystyle sen^{2}\theta } e {\displaystyle cos^{2}\theta } podem ser obtidas, passando um delas para o outro lado e subtraindo de 1. Obtendo as seguintes fórmulas:
{\displaystyle cos^{2}\theta \ =1-sen^{2}\theta }
{\displaystyle sen^{2}\theta \ =1-cos^{2}\theta }
Fórmulas de outras funções trigonométricas como tangente e secante, podem ser obtidas dividindo ambos os lados da equação fundamental da trigonometria por um fator conveniente. Por exemplo, para se obter uma relação envolvendo a tangente e a secante divide-se ambos os lados da equação por {\displaystyle cos^{2}\theta }
{\displaystyle sen^{2}\theta \ +cos^{2}\theta \ =1}
{\displaystyle {\frac {sen^{2}\theta }{cos^{2}\theta }}+{\frac {cos^{2}\theta }{cos^{2}\theta }}={\frac {1}{cos^{2}\theta }}}
Resultando em:
{\displaystyle tan^{2}\theta \ =sec^{2}\theta \ -1}
Essas substituições podem ser sumarizadas da seguinte forma:
{\displaystyle 1-sen^{2}\theta \ =cos^{2}\theta } para {\displaystyle {\sqrt {a^{2}-x^{2}}}}, sendo a uma constante positiva.
{\displaystyle 1+\tan ^{2}\theta \;=\;\sec ^{2}\theta } para {\displaystyle {\sqrt {a^{2}+x^{2}}}}, com a > 0
{\displaystyle \sec ^{2}\theta -1\;=\;\tan ^{2}\theta } para {\displaystyle {\sqrt {x^{2}-a^{2}}}}, sendo a maior do que zero, constante.

## Substituição inversa
Deve se ter em mente que a substituição trigonométrica não é inteiramente igual a substituição clássica onde uma variável é colocada em função de x (a incógnita original da equação), mas sim o contrario será feito.
{\displaystyle u=\phi \ (x)}
{\displaystyle x=\phi \ ^{-1}(u)} , {\displaystyle dx=[\phi \ ^{-1}]'(u)du}
{\displaystyle \int f(x)dx=\int f(u)[\phi \ ^{-1}]'(u)du}

## Exemplo
Considere a integral {\displaystyle \int {\sqrt {16-x^{2}}}dx} usando a substituição {\displaystyle x=4sen\theta }, obtêm-se {\displaystyle dx=4cos\theta \ d\theta }
{\displaystyle \int {\sqrt {16(1-sen^{2}\theta )}}4\ cos\theta \ d\theta }
{\displaystyle 16\int \ cos^{2}\theta \ d\theta }
A integral de cosseno ao quadrado pode ser feito utilizando integração por partes
{\displaystyle u=cos\theta ,dv=cos\theta \ d\theta }
{\displaystyle \int cos^{2}\theta \ d\theta =cos\theta \ sen\theta +\int sen^{2}\theta \ d\theta }
{\displaystyle \int cos^{2}\theta \ d\theta =cos\theta \ sen\theta +\int 1\ d\theta -\int cos^{2}\theta \ d\theta }
{\displaystyle \int cos^{2}\theta \ d\theta ={\frac {cos\theta \ sen\theta }{2}}+{\frac {\theta }{2}}}
Voltando a equação original
{\displaystyle 16\int cos^{2}\theta \ d\theta =16\left({\frac {cos\theta \ sen\theta }{2}}+{\frac {\theta }{2}}\right)}
Agora deve se voltar a incógnita original, isso pode ser feito transpondo o ângulo {\displaystyle \theta } para um triângulo retângulo. Nesse caso o triângulo teria hipotenusa de valor 4 e cateto oposto a {\displaystyle \theta } igual a {\displaystyle x}, consequentemente o cateto adjacente ao ângulo {\displaystyle \theta } valerá {\displaystyle {\sqrt {16-x^{2}}}}. Estes valores podem ser deduzidos a partir das relações fundamentais da função seno e cosseno. Obtendo assim as seguintes relações:
{\displaystyle cos\theta ={\frac {\sqrt {16-x^{2}}}{4}}}
{\displaystyle sen\theta ={\frac {x}{4}}}
O ângulo {\displaystyle \theta } pode ser expresso como{\displaystyle arcsen{\frac {x}{4}}}
Obtendo assim como resposta final:
{\displaystyle {\frac {x{\sqrt {16-x^{2}}}}{2}}+8{arcsen{\frac {x}{4}}}+C}